# Döllnitz (Schkopau)
Döllnitz ist ein Ortsteil der Schkopau im Saalekreis, Sachsen-Anhalt, Deutschland. Der Ort, der eine reiche Geschichte und eine vielfältige Kultur aufweist, liegt nahe der Weißen Elster und ist von einer ausgedehnten Auenlandschaft umgeben.

## Geographie
Döllnitz liegt geographisch bei den Koordinaten 51° 24′ nördliche Breite und 12° 2′ östliche Länge. Diese Lage platziert den Ort nordöstlich des Hauptortes Schkopau und südöstlich von Halle (Saale). Die Nähe zu Halle, einer der größten Städte Sachsen-Anhalts, bietet den Bewohnern von Döllnitz Zugang zu urbanen Annehmlichkeiten, während sie gleichzeitig in einer eher ländlichen und ruhigen Umgebung leben.
Die Weiße Elster, ein bedeutender Fluss in dieser Region, fließt südlich von Döllnitz. Dieser Fluss ist ein wesentlicher Bestandteil des lokalen Ökosystems und prägt die Landschaft um Döllnitz. Jenseits des Flusses erstreckt sich das Landschaftsschutzgebiet Elster-Luppe-Aue, das für seine biologische Vielfalt und seine Rolle als Rückzugsgebiet für viele Tier- und Pflanzenarten bekannt ist.
Die topografische Gestaltung des Gebiets um Döllnitz ist durch die flache bis leicht hügelige Landschaft charakterisiert, die typisch für die Region Sachsen-Anhalt ist. Die Höhe des Ortes beträgt etwa 83 Meter über dem Meeresspiegel. Diese Höhe und die Lage an der Weißen Elster beeinflussen das lokale Klima und die landwirtschaftliche Nutzung des Bodens.
Die geologische Beschaffenheit des Gebiets um Döllnitz ist eng mit der Geschichte des Bergbaus und der Nutzung natürlicher Ressourcen verbunden. Die Nähe zu ehemaligen Braunkohleabbaugebieten spiegelt die industrielle Vergangenheit der Region wider, die heute noch in der Landschaft sichtbar ist. Die hydrologische Präsenz der Weißen Elster trägt zudem zur Regulierung des Mikroklimas bei und unterstützt die landwirtschaftliche Nutzung der umliegenden Flächen.
Döllnitz ist über die Landstraße 170 erreichbar, die eine wichtige Verkehrsader für den lokalen und regionalen Verkehr darstellt. Diese Straßenanbindung erleichtert den Zugang zu den umliegenden Städten und Gemeinden und ist entscheidend für die wirtschaftliche Vernetzung des Ortes. Der öffentliche Personennahverkehr wird durch Buslinien des Mitteldeutschen Verkehrsverbundes gewährleistet, die Döllnitz mit anderen Teilen der Region verbinden.
- Linie 358: Halle (Saale) ↔ Zwintschöna ↔ Dieskau ↔ Döllnitz
- Linie 724: Merseburg ↔ Ammendorf ↔ Döllnitz ↔ Raßnitz ↔ Schkeuditz

## Geschichte

### Ersterwähnung
In einigen Quellen heißt es, dass Döllnitz erstmals im Jahre 1091 als Tholenici erwähnt wurde. Hier liegt jedoch eine Verwechslung bzw. eine historische Fehlinterpretation bezüglich der ersten Erwähnung von Döllnitz vor. Tholenici und Döllnitz (Deliniz) sind tatsächlich unterschiedliche Orte, die frühe Zuordnung von Tholenici zu Döllnitz ist nicht korrekt. Die erste Erwähnung von Döllnitz als Deliniz um das Jahr 1168, außerhalb des Bistums Merseburg im Erzbistum Magdeburg, zeigt, dass Döllnitz historisch und territorial nicht mit den im Jahr 1091 dem Peterskloster zu Merseburg übereigneten Dörfern verbunden war. Die Verbindung dieser Dörfer zum Bistum Merseburg und die spätere Fehlinterpretation in der historischen Zuordnung verdeutlichen die Komplexität der mittelalterlichen Territorial- und Klosterpolitik.

### Teilung von Döllnitz
Döllnitz war bis 1815 zwischen dem seit 1561 unter sächsischer Hoheit stehenden Hochstift Merseburg (Kurfürstentum Sachsen (ab 1561), Sachsen-Merseburg (1656/57 bis 1738), dann Königreich Sachsen (ab 1806)) und dem Erzstift Magdeburg bzw. preußischen Herzogtum Magdeburg (ab 1680) geteilt. Der sächsisch-merseburgische Teil gehörte bis 1815 zum hochstift-merseburgischen Amt Merseburg. Der preußisch-magdeburgische Teil gehörte zum Saalkreis und stand unter adliger Gerichtsbarkeit. Während der französischen Besetzung (1807–1813) gehörte der preußische Anteil von Döllnitz zum Departement der Saale im Königreich Westphalen. Er war dem Kanton Glaucha im Distrikt Halle zugeordnet.
Durch die Beschlüsse des Wiener Kongresses kam der sächsische Anteil von Döllnitz im Jahr 1815 zu Preußen. Bei der politischen Neuordnung nach dem Wiener Kongress 1815 wurden beide Ortsteile im Jahr 1816 dem Regierungsbezirk Merseburg der preußischen Provinz Sachsen angeschlossen und dem Saalkreis zugeordnet.

### Zusammenschluss von Döllnitz
Bei der Kreisreform in der DDR kam der Ort im Jahr 1952 zum neu zugeschnittenen Saalkreis im Bezirk Halle. 1994 trat Döllnitz der Verwaltungsgemeinschaft Kabelske-Tal im Saalkreis bei. Durch Zusammenschluss von Döllnitz mit weiteren acht Gemeinden zur Einheitsgemeinde Schkopau am 1. August 2004 wechselte der Ort in den Landkreis Merseburg-Querfurt. Die bisherige Zuständigkeit der Verwaltungsgemeinschaft Kabelske-Tal im Saalkreis wurde damit aufgehoben. Döllnitz gehört nach der erneuten Gebietsreform im Jahr 2007 zum Saalekreis.

### Industriegeschichte
Ein bedeutendes Kapitel in der Industriegeschichte von Döllnitz ist die Rittergutsbrauerei Goedecke. Ursprünglich diente das Gebäude der Brauerei als Mälzerei, bevor es in eine Lackfabrik umgewandelt wurde, die chemische Erzeugnisse wie Lacke und Farben produzierte. Die Brauerei selbst wurde 1812 von Johann Gottlieb Goedecke erworben, der die Produktion modernisierte und erweiterte. In dieser Brauerei wurde auch die Gose, eine regionale Bierspezialität, gebraut, die Döllnitz überregional bekannt machte.
Mit dem Bau des Ammoniakwerkes in Leuna im Jahr 1916 und der Errichtung der Buna-Werke in Schkopau im Jahr 1936 begann eine rasante Entwicklung der chemischen Industrie im Raum Merseburg. Diese Werke spielten eine zentrale Rolle in der Transformation der umliegenden Agrargemeinden zu Industrie- und Arbeiterwohngemeinden, wobei Döllnitz ebenfalls von dieser Entwicklung beeinflusst wurde.
Nach dem Zweiten Weltkrieg und der Enteignung im Zuge der Bodenreform wurde die industrielle Basis von Döllnitz weiter diversifiziert. Die ehemalige Rittergutsbrauerei, die zu einer Lackfabrik umfunktioniert worden war, wurde 2013 abgerissen, was das Ende eines bedeutenden Stücks Industriegeschichte in Döllnitz markierte. Die Region um Schkopau und Döllnitz blieb jedoch ein wichtiger Standort für die chemische Industrie, wie die Präsenz von Unternehmen wie der Dow Olefinverbund und der Total Energies Raffinerie Mitteldeutschland in Leuna zeigt.
Die industrielle Infrastruktur in Döllnitz wurde durch die Errichtung von Gewerbegebieten weiter gestärkt. Der Bebauungsplan Nr. 2/2 der Gemeinde Schkopau OT Döllnitz An der Deponie / Industriegebiet Ost ist ein Beispiel für die planerischen Maßnahmen, die darauf abzielen, die industrielle Entwicklung in der Region zu fördern und zu regulieren.
Die zukünftige industrielle Entwicklung in Döllnitz wird durch die Balance zwischen industrieller Expansion und dem Erhalt der Kulturlandschaft bestimmt. Die Gemeinde Schkopau, zu der Döllnitz gehört, setzt sich für eine zukunftssichernde Neuaufstellung der Chemieindustrie ein, die die kulturelle und natürliche Umgebung berücksichtigt.

### Kulturgeschichte
Ein zentrales Element der kulturellen Identität von Döllnitz ist die Dorfkirche St. Vitus. Die Kirche wurde erstmals 1184 als Kapelle erwähnt und hat im Laufe der Jahrhunderte mehrere Umbauten und Restaurierungen erfahren. Besonders bemerkenswert ist die Orgel der Kirche, die ursprünglich kurz nach 1715 errichtet wurde und durch Spenden von der Reichsgräfin Helene Christina von Truchseß zu Waldburg finanziert wurde.
Döllnitz ist bekannt für seine lebendigen kulturellen Veranstaltungen, die das gesellschaftliche Leben im Ort prägen. Der Förderverein Döllnitz unterstützt zahlreiche Feste und Aktivitäten, darunter das Ostereiersuchen, Tanz in den Mai, das sportliche Heimatfest, das Gosefest und den Adventsmarkt. Diese Veranstaltungen sind nicht nur gesellschaftliche Höhepunkte, sondern fördern auch das Gemeinschaftsgefühl und die lokale Kultur.
Ein besonderes kulturelles Erbe von Döllnitz ist die Gose, eine Biersorte, die seit 1824 in der örtlichen Brauerei gebraut wurde. Die Gose wurde nach dem Flüsschen Gose bei Goslar benannt und hat Döllnitz als „Gosen-Dorf“ bekannt gemacht. Die Brautradition und die damit verbundenen Feste spiegeln die tiefe Verwurzelung der Braukultur in der regionalen Identität wider.
Die kulturelle Landschaft von Döllnitz wird auch durch verschiedene kulturelle Einrichtungen und Initiativen bereichert. Der Arbeitskreis Döllnitz (AKD) engagiert sich in der Pflege der regionalgeschichtlichen Traditionen und hat zahlreiche Projekte initiiert, die das kulturelle Bewusstsein stärken und die Geschichte des Ortes lebendig halten.
Während des Hochwassers in Mitteleuropa 2013 wurden große Teiles des Ortes überschwemmt. Dies war für den Ort das größte Hochwasser seit über 400 Jahren.

## Sehenswürdigkeiten
- Rittergut Döllnitz
- barocke Dorfkirche
- Gedenkstein in der Regensburger/Ecke Kreutzmannstraße für den Antifaschisten Otto Kreutzmann, der 1937 von der Gestapo ermordet wurde
- Freiheitsdenkmal, mit Taube

## Galerie

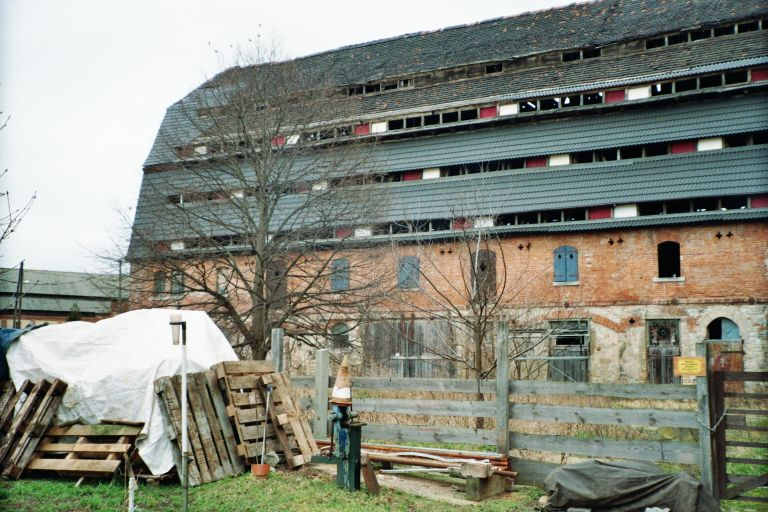
Speicher in Döllnitz
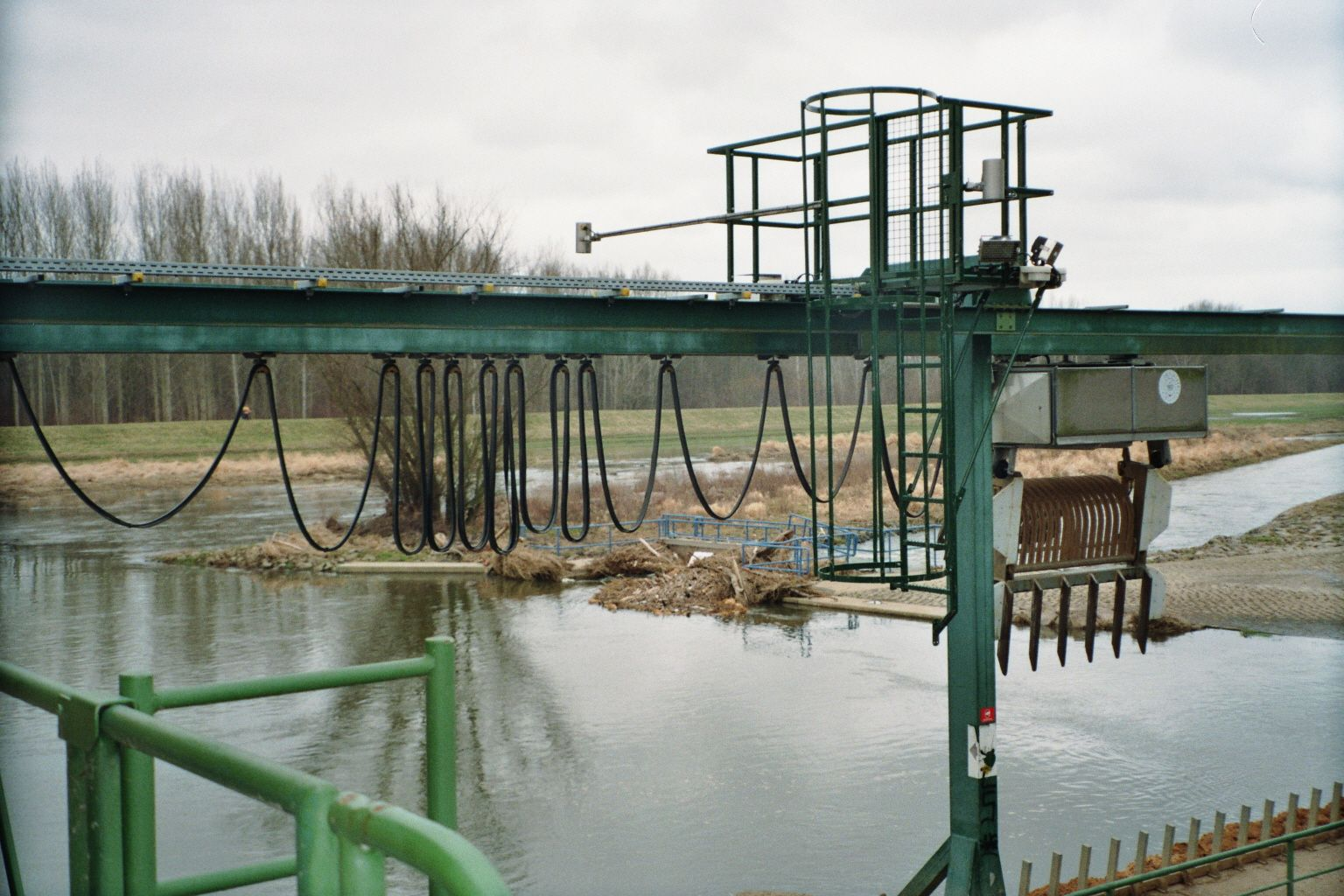
Elsterwehr südlich von Döllnitz

## Persönlichkeiten
- Hermann Wernicke (1851–1925), Naturalienhändler und Entomologe